# Federico Toscano
Federico Toscano (25 gennaio 2001) è uno sciatore alpino svizzero.

## Biografia
Specialista delle prove tecniche attivo dall'ottobre del 2017, Toscano ha esordito in Coppa Europa il 12 dicembre 2022 a Zinal in slalom gigante, senza completare la prova; non ha debuttato in Coppa del Mondo né preso parte a rassegne olimpiche o iridate.

## Palmarès

### Coppa Europa
- Miglior piazzamento in classifica generale: 136º nel 2025

### Nor-Am Cup
- Miglior piazzamento in classifica generale: 42º nel 2023
- 1 podio:
  - 1 secondo posto